# Kasteel van Vaux-le-Vicomte

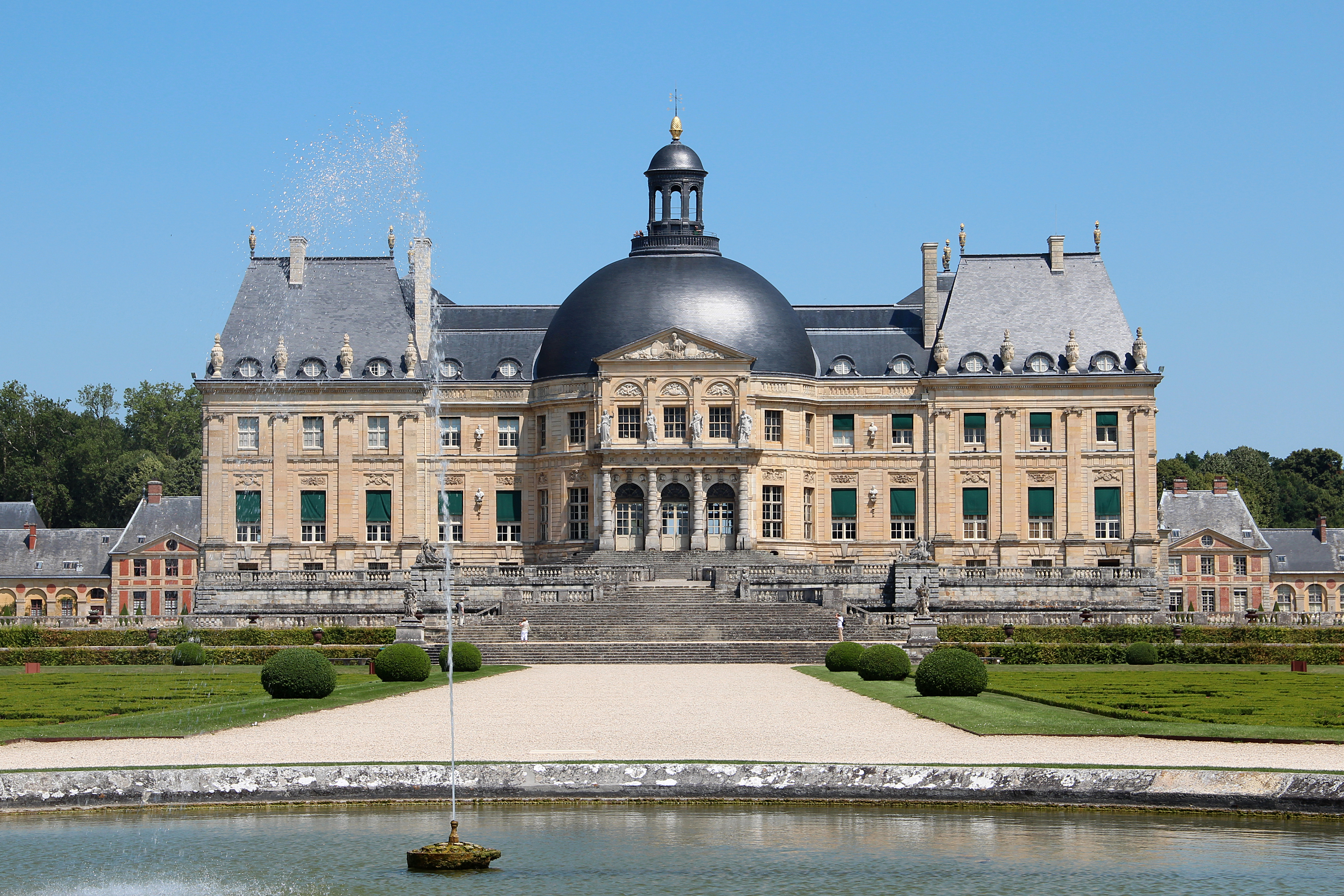
Kasteel van Vaux-le-Vicomte met slotgracht

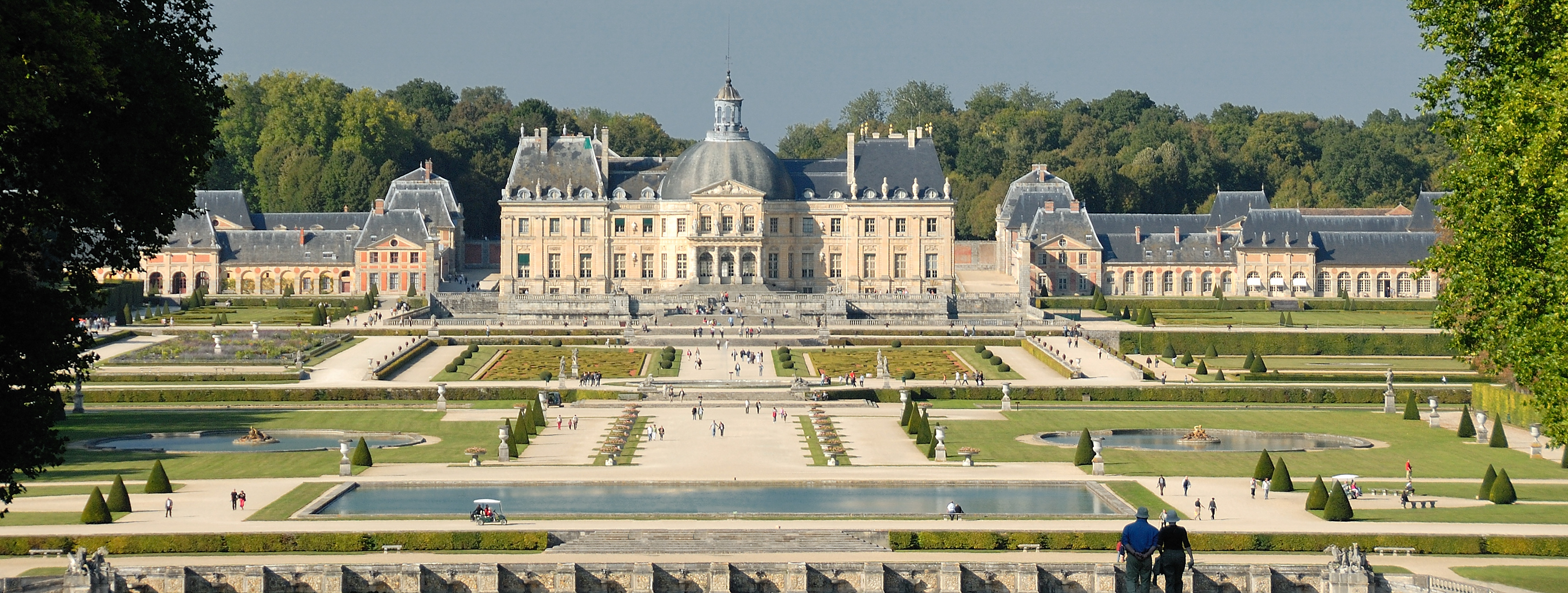
Het kasteel van veraf

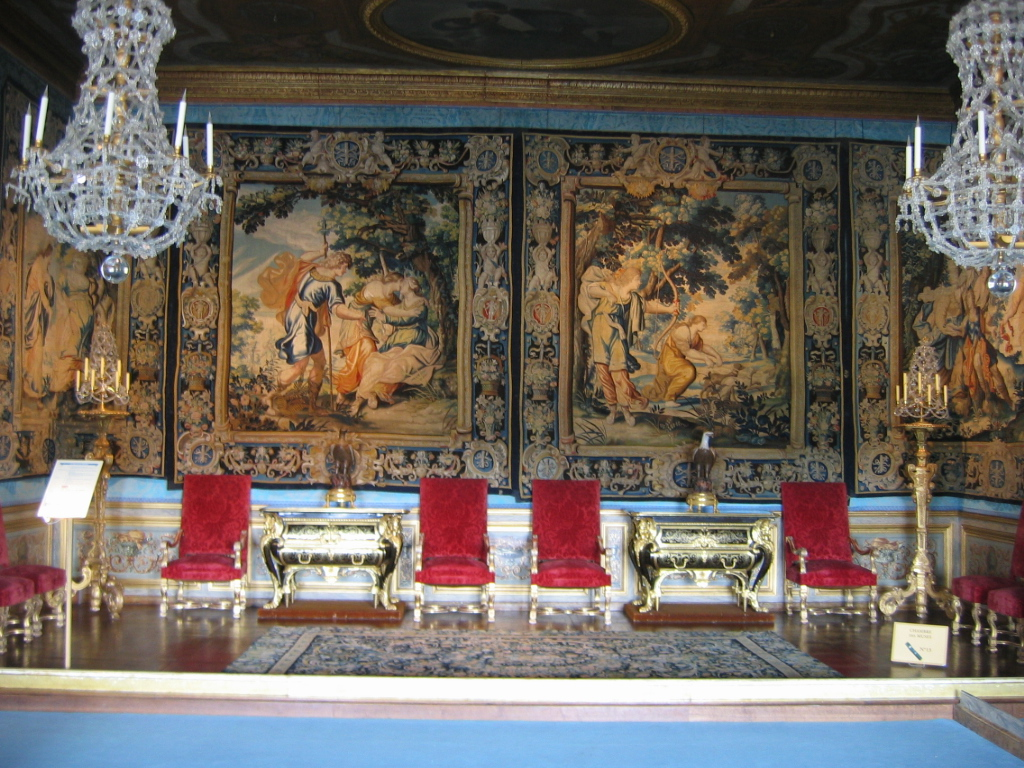
Vaux, kamer der muzen

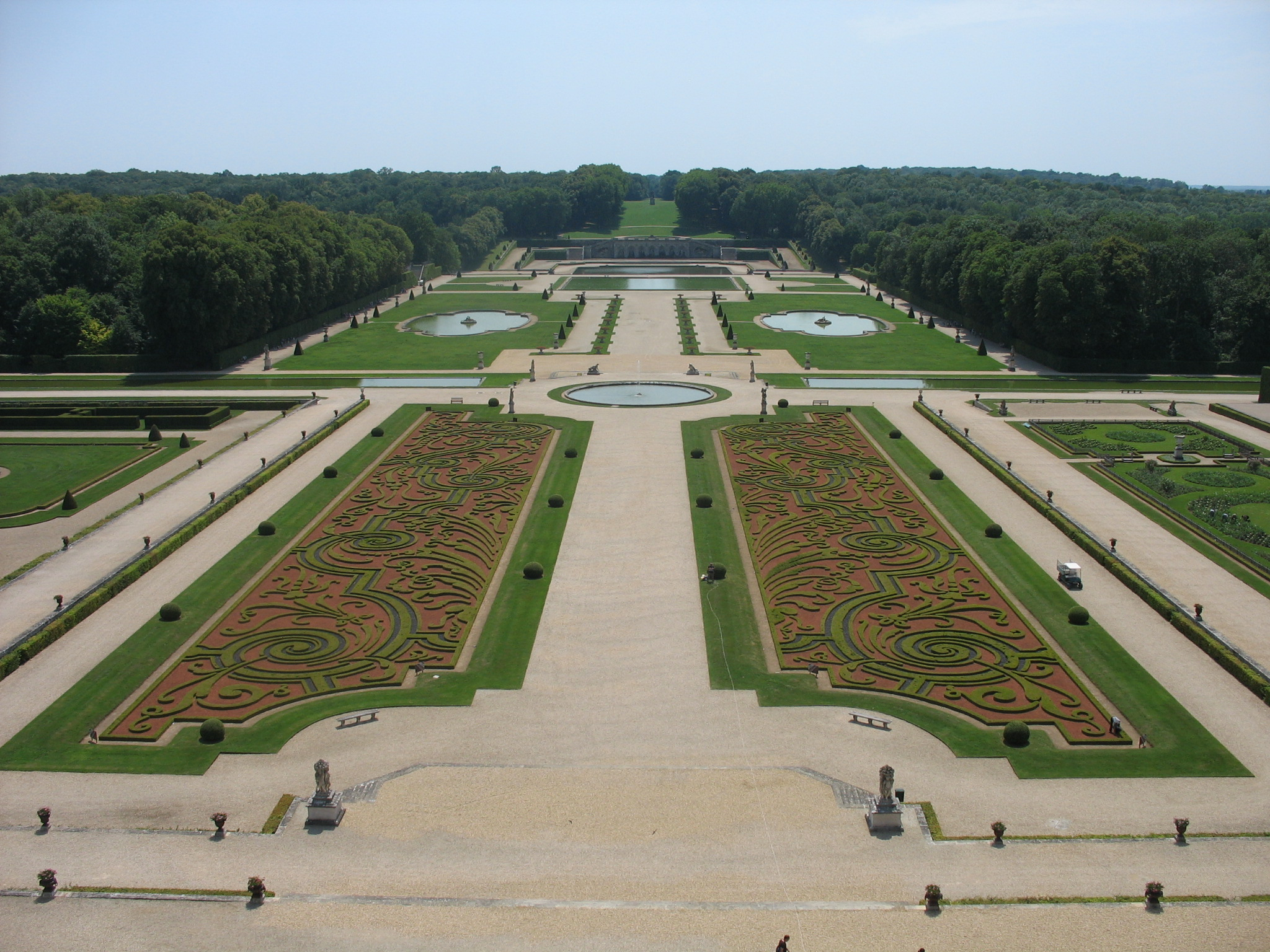
De kasteeltuin

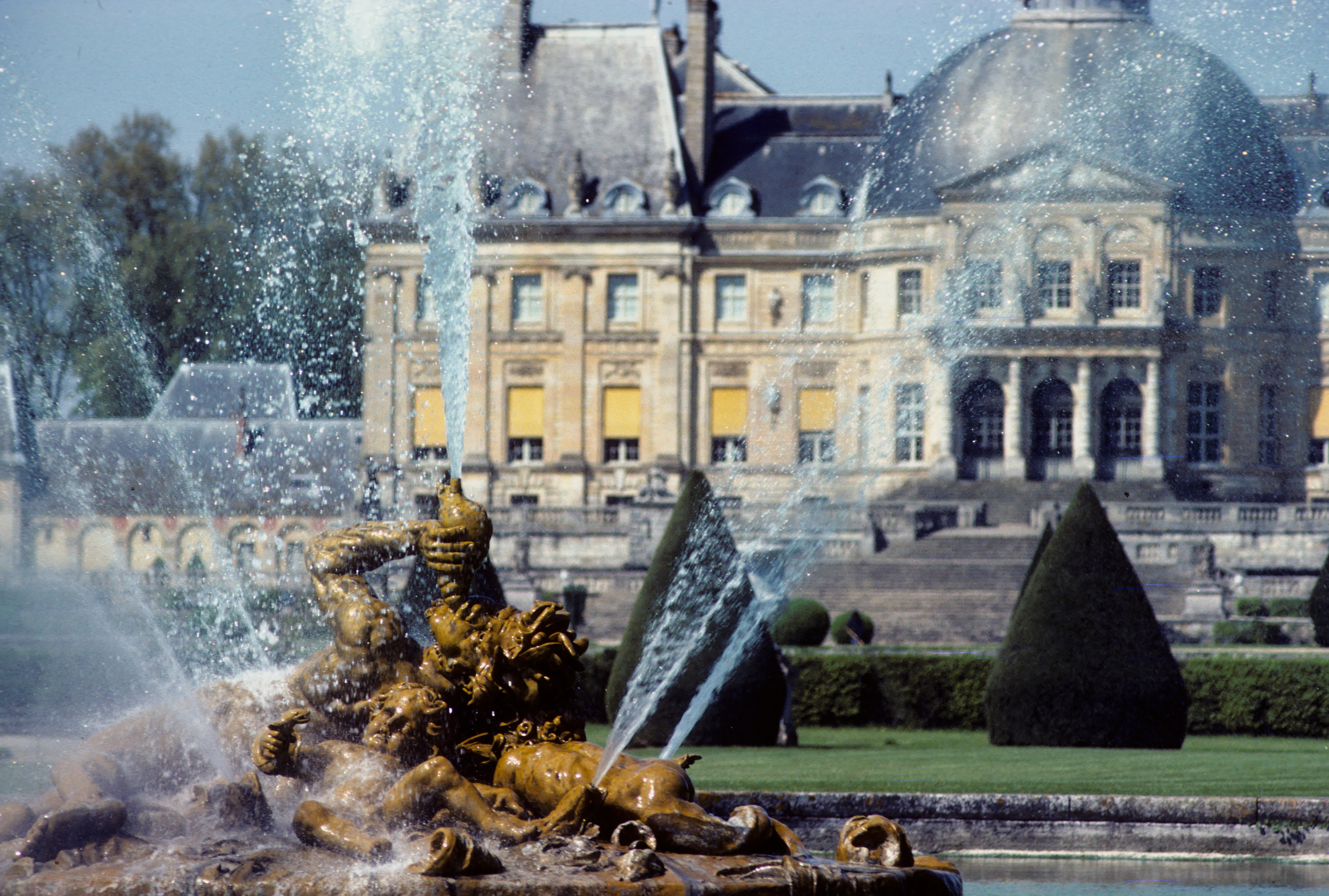
Een van de fonteinen

Het Kasteel van Vaux-le-Vicomte (Frans: Château de Vaux-le-Vicomte) is een 17e-eeuws kasteel in de gemeente Maincy (departement Seine-et-Marne) in Frankrijk. Het werd gebouwd in opdracht van Nicolas Fouquet. Later diende het als inspiratie voor het Kasteel van Versailles. Het kasteel is een zogenaamd Monument historique, en is open voor bezoekers.

## Architectuur
Het kasteel is een klassiek voorbeeld van barokke architectuur uit de 17e eeuw. Het kasteel (dat perfect symmetrisch is) ligt op een centrale, verhoogde plek in de tuin. Rond het kasteel ligt een vierkante gracht die met water is gevuld.
De tuin wordt gedomineerd door lange lanen en strakke lijnen die zo een krachtig lijnperspectief geven. Tevens zijn er verscheidene bassins en fonteinen. Aan het eind van de tuin ligt een breed kanaal met een vierkant meer. Dit kanaal werd aangelegd om het water van twee rivieren af te voeren die oorspronkelijk door de tuin liepen. De tuin bevat een optische illusie. Twee vijvers zijn uitgerekt waardoor ze dichterbij lijken te liggen.
Het interieur doet erg Italiaans aan, en heeft verscheidene appartementen. Het kasteel is gemeubileerd met een fraaie collectie 17e-eeuwse kunstobjecten.
Naast het kasteel staan de bijgebouwen, waar het personeel verbleef en waar de koetsen en paarden werden ondergebracht.

## Geschiedenis

### De bouw
Surintendant van Financiën Fouquet kocht het oude domein in 1641. Vaux-le-Vicomte was een domein met een klein kasteeltje.
De minister liet het uitbreiden en in 1656 begonnen de bouwwerkzaamheden. Om de tuinen aan te kunnen leggen moesten drie dorpen worden afgebroken. Hij liet het kasteel verbouwen door de modernste architecten van zijn tijd. Dit trio zorgde voor furore in de artistieke wereld. De drie architecten waren:
- Louis Le Vau, die de bouwwerken verzorgde
- Charles Le Brun, die zorgde voor de binnenhuisdecoratie
- André Le Nôtre, die de Franse tuinen ontwierp

### De arrestatie
Lang heeft Fouquet echter niet van zijn paleis kunnen genieten. Op 17 augustus 1661 gaf Fouquet een groot bal ter ere van Koning Lodewijk XIV en de koningin-moeder. Zij waren samen met minister Jean-Baptiste Colbert, Jean de La Fontaine, François de La Rochefoucauld en vele anderen te gast op het kasteel. Het werd een uitbundig feest met een diner, verzorgd door de chef-kok François Vatel, waarna een rondleiding door de tuinen volgde. Tijdens de wandeling werd vuurwerk afgestoken en een toneelstuk van Molière opgevoerd.
Over de reden van de arrestatie van Fouquet op 5 september doen meerdere legenden de ronde, die het - onjuiste - verband proberen te leggen tussen het feest en de arrestatie. Een legende zegt dat Fouquet dezelfde avond nog werd opgepakt omdat de koning tijdens het bal besefte dat zo'n weelderig bouwwerk wel met gestolen geld bekostigd moest zijn. Een andere legende zegt dat er inderdaad diefstal uit de schatkist was gepleegd maar dat deze in opdracht van de koning plaats had gevonden en Fouquet een goede zondebok was.
Het lot van Fouquet was evenwel al eerder bezegeld. Reeds in mei 1661 besloten de koning en Colbert in het geheim om Fouquet af te zetten en te vernederen met een publiek proces, op basis van geheime dossiers die Colbert al geruime tijd had verzameld. Eerst moesten ze evenwel de juridische onschendbaarheid van de minister opheffen (uit hoofde van diens ambt als Procureur-generaal), en de koningin-moeder aan hun kant krijgen. Zolang Fouquet Procureur-Generaal was kon men niets ondernemen. De koning had goede redenen: volgens Colbert had Fouquet 11 miljoen pond verduisterd (hij gaf er op zijn proces 8 toe). Fouquet had het fort van Belle-Îsle laten versterken en had daar 17 oorlogsboten aangemeerd. De arrestatie vond plaats op 5 september 1661, kort nadat Fouquet zijn parlementaire onschendbaarheid had opgegeven (door een list van Colbert). Fouquet werd na een drie jaar durend proces tot levenslang veroordeeld en zou nooit meer vrij komen.
De schuldeisers stortten zich op de familie Fouquet en lieten de inboedel verkopen - nadat de Zonnekoning zichzelf eerst bediend had: 120 Franse wandtapijten werden naar het hof gebracht. Alsook tientallen sculpturen en exotische fruitbomen. Later liet de koning het Kasteel van Versailles uitbreiden met het kasteel van Vaux-le-Vicomte als inspiratie. De drie architecten werden op verzoek van de koning met een deel van het ontwerp belast.

### Het kasteel na Fouquet
Het kasteel bleef eigendom van de Fouquets: het kasteel en de heerlijkheden Melun en Belle-Île werden aan mevrouw gelaten, in ruil voor een preferente schuldregeling van 1.250.000 pond, af te betalen op 10 jaar. Mevrouw Fouquet mocht evenwel niet naar het kasteel terugkeren en schonk het aan haar zoon, Louis-Nicolas, graaf van Vaux. Louis-Nicolas verkocht nog stukken (marmer en beelden) aan de koning. Hij stierf kinderloos in 1705, waarna het kasteel terug toeviel aan zijn moeder.
Madame Fouquet verkocht het 3 maanden later aan maarschalk de Villars. De maarschalk had een adellijk goed van voldoende omvang en prestige nodig als vestiging van zijn nieuw te creëren erfelijk hertogdom, en Vaux-le-Vicomte werd Vaux-Villars. Om het onderhoud van het kasteel te bekostigen kocht de maarschalk-hertog de omliggende domeinen op. De maarschalk-hertog stierf in 1734, zijn weduwe (die niet op Vaux verbleef), in 1763. De zoon van Villars, diep in de schulden, sloopte het lood van de kanalisaties en verkocht ornamenten om snel aan geld te komen. Hij verkocht het kasteel een jaar later. In de 19e eeuw kocht Alfred Sommier het intussen verlaten en verwaarloosde landgoed. Het werd gerestaureerd en is nu in handen van zijn afstammelingen.
Vandaag de dag is het kasteel van groot belang voor de culturele en politieke geschiedenis van Frankrijk. Het behoort samen met de kastelen van Versailles, Maisons-Laffitte en Fontainebleau tot de bekendste 17e-eeuwse kastelen uit Frankrijk. Het zijn de stille getuigen uit het ancien régime.

## In films
Het kasteel werd als decor gebruikt in vele films, waaronder:
- The Man in the Iron Mask
- Moonraker
- Le Roi danse